# Верчея
Верчея (італ. Verceia) — муніципалітет в Італії, у регіоні Ломбардія,  провінція Сондріо.
Верчея розташована на відстані близько 540 км на північний захід від Рима, 85 км на північ від Мілана, 33 км на захід від Сондріо.
Населення — 1127 осіб (2014).

## Демографія
Населення за роками:

Станом на 1 січня 2023 року в муніципалітеті офіційно проживало 45 іноземців з 14 країн, серед них 12 громадян країн Євросоюзу та 4 громадяни України.

## Сусідні муніципалітети
- Дубіно
- Новате-Меццола
- Сорико